# Martin Wex
Martin Wex (* 26. Dezember 1968 in Innsbruck) ist ein österreichischer Politiker (ÖVP) und Geschäftsführer. Er war von 2013 bis 2018 Abgeordneter zum Tiroler Landtag. Seit 2019 ist er erneut Abgeordneter.

## Ausbildung und Beruf
Wex besuchte zwischen 1975 und 1979 die Hans Sachs Volksschule in Schwaz und wechselte danach an das Bischöfliche Gymnasium Paulinum in Schwaz. Nachdem er hier 1987 die Matura abgelegt hatte, studierte er ab 1987 Betriebswirtschaftslehre an der Universität Innsbruck. 1994 schloss er sein Studium mit dem akademischen Grad Mag. ab. Zudem absolvierte Wex 1991 den Hochschullehrgang für  Exportkaufleute sowie 1993 ein Kurzstudium in New Orleans. Er war 1994 Mitbegründer der Infowerk GmbH und arbeitete dort bis 2003 als Gesellschafter. Zudem gründete er 1997 die Radio Unterland U1 GmbH und war auch dort bis 2001 Gesellschafter. Im Jahr 1999 gründete Wex die Firma Wexmedia, wobei Wexmedia aus der Firma Infowerk hervorging. Wexmedia beschäftigt sich mit Unternehmensberatung in den Schwerpunkten Beratung, Konzeption und Projektbegleitung von Prozessen und Konzepten im Bereich neuer Medien. Des Weiteren ist Wex als im Bereich Schulungs- und Vortragstätigkeit für das IMT der FH Kufstein, Wirtschaftsförderungsinstitut, Volkshochschule und andere tätig.

## Politik und Funktionen
Wex wurde 1998 erstmals in den Gemeinderat von Schwaz gewählt und war von 1998 bis 2004  Kulturreferent in Schwaz. Im Anschluss wirkte er bis 2010 als Finanzreferent. 2010 übernahm er das Amt des Vizebürgermeisters und die Funktion des Wirtschaftsreferenten. Zudem ist er seit 2008 Obmann des Wirtschaftsbundes in Schwaz. Er ist Obmann des Wirtschaftsausschusses und Mitglied in den Ausschüssen Finanzen sowie Umwelt und Abfallwirtschaft. Des Weiteren hat er die Funktion des Klubobmanns der ÖVP Schwaz inne. Wex kandidierte bei der Landtagswahl 2013 auf dem zweiten Platz der ÖVP-Liste im Landtagswahlkreis Schwaz und konnte, nachdem der Spitzenkandidat im Wahlkreis Josef Geisler in die Landesregierung aufgestiegen war in den Landtag einziehen. Er wurde am 24. Mai 2013 angelobt und übernahm als Bereichssprecher die Agenden Technologie, IT, Wissenschaft und Innovation im ÖVP-Landtagsklub.
Nach der Landtagswahl 2018 schied er aus dem Landtag aus. Anfang September 2019 wurde bekannt, dass er das Mandat von Kathrin Kaltenhauser übernehmen soll.
Bei der Gemeinderatswahl im Frühjahr 2022 tritt Martin Wex mit seiner eigenen Liste „Wir! Für Schwaz“ an.